# Großpürschütz
Großpürschütz è un comune di 376 abitanti della Turingia, in Germania.
Appartiene al circondario della Saale-Holzland (targa SHK) ed è parte della comunità amministrativa (Verwaltungsgemeinschaft) di Südliches Saaletal.